# Isaac van der Putte

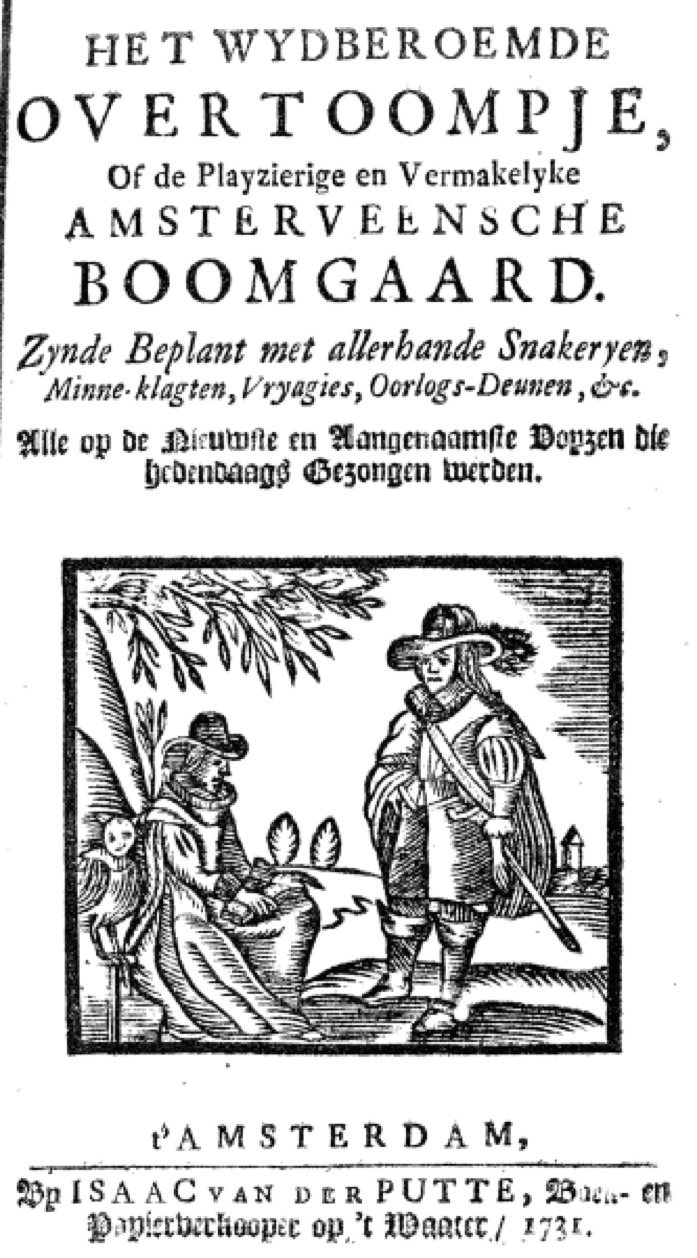
Titelpagina van Het Wydberoemde Overtoompje, uitgegeven door Isaac van der Putte in 1731

Isaac van der Putte (Petten, 1683/84 - Amsterdam, 1748) was een papier- en boekverkoper, boekdrukker, boekbinder en uitgever in Amsterdam van 1711 tot 1748.

## Leven en werk
Isaac van der Putte werd in 1683/84 geboren in Petten als zoon van Hendrik Jansz. Hoet. Isaac van der Putte was de neef van Abraham van der Putte (1624/25-1718) die boekbinder was en later ook uitgever. In 1610 trouwde Isaac met Barbara van Heekeren. Zij was de dochter van boekverkoper en uitgever Jan van Heekeren.
Uiteindelijk zijn de twee zoons van Isaac en Barbara (Hendrik en Abraham) ook in het boekenvak terecht gekomen. Isaac van der Putte werd in 1711 toegelaten als lid bij de boekdrukgilde, waarvan hij in 1720 ‘overman’ werd. In 1717 kocht Van der Putte een lettergieterij op de Voorburgwal in Amsterdam en vestigde daar zijn eigen zaak.
Enkele jaren later, in 1723, verkocht boekhandelaar Jacobus Conynenberg, gevestigd in ‘de Lootsman’, zijn zaak aan Van der Putte. Bovendien tekende Isaac in ditzelfde jaar het contract van boekdrukkers. In sommige publicaties van Van der Putte verwijst hij daarom naar zichzelf als “Boek- en Papierverkooper op ’t Water” en soms voegt hij daar nog “in de Lootsman” aan toe. Na een welvarend leven heeft Isaacs zoon Abraham in 1748 de boeken-en papierwinkel overgenomen.

## Uitgegeven werken
Isaac van der Putte was gereformeerd, wat terug te zien is in zijn uitgeeffonds: van de ongeveer 125 bekende titels zijn 100 religieus van aard. Toch werden er onder Van der Puttes naam ook wat wereldlijke teksten uitgebracht, zoals liedboeken en geschiedkundige werken. In deze tijd waren deze werken geliefd en leverden meer geld op, wat een beweegreden zou kunnen zijn voor Van der Putte om af te wijken van zijn normale uitgeeffonds. Tevens is bekend dat Van der Putte, zoals zovelen, vaak nauw samenwerkte met collega-boekverkopers (onder wie zijn schoonvader Jan van Heekeren).
De werken van Van der Putte waren met name in het Nederlands geschreven, maar er zijn ook enkele boeken in het Latijn verschenen.
Isaac van der Putte gaf, hetzij in een samenwerkingsverband, onder andere onderstaande werken uit:
- Auteur onbekend (1731), Het Wydberoemde Overtoompje
- Jacob Cats (1740), s Werelts begin, midden, eynde beslooten in den trou-ring, met den Proef-steen, van den selven
- Lewis Bayly (1744), De Practycke ofte Oeffeninghe der Godtsaligheydt